# Jaroslav Sommernitz
Jaroslav Sommernitz (29. dubna 1954 Rychnov nad Kněžnou – 5. dubna 2018 Brno) byl český fotbalista, trenér a učitel. Patřil k nejvýznamnějším mládežnickým trenérům Zbrojovky Brno.
V roce 2014 obdržel Cenu Václava Jíry (malou plaketu) za celoživotní přínos fotbalu.

## Hráčská kariéra
Většinu hráčské kariéry spojil s Bystrcí, kde bydlel. Za A-mužstvo nastupoval v letech 1977–1983. Podílel se na postupu z I. B třídy do I. A třídy Jihomoravského kraje v ročníku 1977/78, byl také u postupu z I. A třídy do Jihomoravského krajského přeboru v sezoně 1982/83 (díky reorganizaci). Od roku 1983 hrál za B-mužstvo, kde v roce 1989 hráčskou kariéru uzavřel.
V lednu 2012 se do Bystrce-Kníniček vrátil jako vedoucí trenér mládeže, sekretář a správce stadionu.
V klubu hráčsky působil také jeho syn Jaroslav Sommernitz ml. (* 25. srpna 1978).

## Trenérská kariéra
Zakládal sportovní třídy na ZŠ Janouškova, kde učil od 80. let 20. století. Byl držitelem trenérské licence „A“. Dlouhá léta vedl mládežnické týmy ve Zbrojovce Brno (od přípravek až po starší dorost), kde zanechal nesmazatelnou stopu (podobně jako František Harašta). Mládež trénoval také v Židlochovicích a Bystrci. Působil v Grémiu mládeže při ČMFS (dnes FAČR), mladým fotbalistům se věnoval i na krajské a okresní úrovni. V letech 1993–1996 byl asistentem trenéra výběru ČR do 14 let.
Byl členem a lektorem trenérské rady Jihomoravského krajského fotbalového svazu, dlouhodobě se podílel na výchově trenérů pro Městský fotbalový svaz Brno (trenérská licence „C“).

## Úmrtí
Zemřel náhle ve čtvrtek 5. dubna 2018. Poslední rozloučení s Jaroslavem Sommernitzem se konalo ve čtvrtek 12. dubna 2018 ve 13:15 v obřadní síni krematoria města Brna, Jihlavská ulice 1.